# Amorphoscelis hainana
Amorphoscelis hainana es una especie de mantis de la familia Amorphoscelidae.

## Distribución geográfica
Se encuentra en Hainan (China).